# Siliciuro de magnesio
El siliciuro de magnesio, Mg2Si, es un compuesto inorgánico formado por magnesio y silicio. El Mg2Si suele formar cristales negros; son semiconductores con conductividad de tipo n y tienen aplicaciones potenciales en generadores termoeléctricos.

## Estructura cristalina
El Mg2Si cristaliza según el modelo de estructura antifluorita. En la red cúbica centrada en la cara, los centros de Si ocupan las esquinas y las posiciones centradas en la cara de la celda unitaria y los centros de Mg ocupan ocho sitios tetraédricos en el interior de la celda unitaria. Los números de coordinación del Si y el Mg son ocho y cuatro, respectivamente.

## Síntesis
Se puede producir calentando dióxido de silicio, SiO2, que se encuentra en la arena, con un exceso de magnesio. El proceso forma primero silicio metálico y óxido de magnesio y, si se utiliza un exceso de SiO2, entonces se forma silicio elemental:
{\displaystyle {\ce {2Mg + Sio2 -> 2MgO + Si}}}     
Si hay un exceso de Mg, se forma Mg2Si a partir de la reacción del magnesio restante con el silicio:
 {\displaystyle {\ce {2Mg + Si -> Mg2Si}}}   
Estas reacciones proceden de forma exotérmica, incluso explosiva.

## Reacciones
El siliciuro de magnesio está formado por iones Si4-. Como tal, es reactivo frente a los ácidos. Así, cuando el siliciuro de magnesio se trata con ácido clorhídrico, se produce silano (SiH4) y cloruro de magnesio:
{\displaystyle {\ce {Mg2Si + 4HCl -> SiH4 + 2MgCl2}}}   
También puede utilizarse ácido sulfúrico. Estas reacciones de protonólisis son típicas de los siliciuros de metales alcalinotérreos del Grupo 2 y de metales alcalinos del Grupo 1. El desarrollo temprano de los hidruros de silicio se basó en esta reacción.

## Usos
El siliciuro de magnesio se utiliza para crear aleaciones de aluminio de la serie 6000, que contienen hasta aproximadamente un 1,5% de Mg2Si. Una aleación de este grupo puede endurecerse por envejecimiento para formar zonas Guinier-Preston y un precipitado muy fino, lo que aumenta la resistencia de la aleación.
El siliciuro de magnesio es un semiconductor de brecha estrecha. Su cristal, tal y como ha crecido, muestra una conductividad de tipo n, pero puede cambiar a tipo p dopándolo con Ag, Ga, Sn y posiblemente Li (a un nivel de dopaje alto). La principal aplicación electrónica potencial del Mg2Si son los generadores termoeléctricos.